# Bembidion spinolai
Bembidion spinolai es una especie de escarabajo del género Bembidion, tribu Bembidiini, familia Carabidae. Fue descrita científicamente por Solier en 1849.
Se distribuye por Argentina y Chile. La especie se mantiene activa durante los meses de enero, febrero y diciembre.